# 와일드 살로메
《와일드 살로메》(영어: Wilde Salomé)는 2011년에 공개된 미국의 다큐멘터리 드라마 영화이다. 이 영화는 오스카 와일드의 희곡 살로메를 기반으로 알 파치노가 감독과 각본을 썼다. 2011년 9월 3일 베네치아 국제 영화제에서 초연되었고, 영화제에서 영화는 퀴어라이온상을 수상했다.
미국에서는 2012년 3월 21일 샌프란시스코 카스트로 지역의 카스트로 극장에서 개봉되었다. 살로메(Salomé)라는 다큐멘터리 요소가 없는 새로운 버전의 영화는 2013년 8월 10일 미국, 2014년 9월 21일 영국과 아일랜드에서 공개되었다.

## 출연

### 주연
- 제시카 차스테인
- 알 파치노

### 조연
- 케빈 앤더슨
- 에스텔 파르손즈
- 배리 나비디
- 잭 휴스턴
- 제프리 오웬스
- 필립 리스
- 록산느 하트
- 아담 고들리
- 양좀 브라우엔
- 잭 스테린
- 모사 크레이시
- 브라이언 델리트
- 리처드 콕스
- 루실라 솔라
- 폰초 호지스
- 나탈리 스톤
- 브렌트 피들러
- 찰리 로스만
- 르니 리베라
- 신지아 로카포르테
- 오스만 소이쿠트
- 케이아 콜리
- 잭 맥스웰
- 서다 캘신
- 에드 세트랙키언
- 지셀라 마렝고
- 모리 로고우
- 코리 리 로이셀
- 론다 마리 알스톤
- 앤셀 클리나드
- 로버트 홀락

## 기타
- 라인프로듀서: 마이클 페이퍼
- 배역: 샤론 하워드-필드